# Nina Uma
Nina Uma (La Paz, Bolivia; 1975) es una cantante de rap , activista, conductora de radio y televisión boliviana residente en la ciudad de El Alto. Considerada como la voz femenina del hip hop andino. Su nombre artístico proviene de dos voces aymaras: "nina” (fuego) y "uma” (agua).  Las letras de sus canciones critican el consumismo, reivindican lo indígena y la recuperación de las lenguas, denuncian la opresión patriarcal y la situación de las mujeres y los desfavorecidos y defienden los derechos de la tierra. Ha grabado discos como Ch’ama Ch’ama y ha colaborado en bandas como Atajo,  Kumana y  Sagrada Coca, entre otras. 

## Biografía
Sus abuelos son de origen aimara por parte de padre y de origen quechua por parte de madre. Nació en La Paz y desde finales de la década de los 90 vive en El Alto donde se trasladó con su familia y donde ha desarrollado su activismo social.  Es la  mayor de cuatro hermanos, tres mujeres y un varón. Ella y las demás niñas fueron criadas por su abuela y su padre.
Ingresó en la carrera de Informática en la UMSA donde conoció a un amigo que vivía en El Alto. Él  la llevó a la parroquia Sagrado Corazón de Jesús, en Villa Dolores. 
Desde que en 1995 se creó la Casa de las Culturas de Wayna Tambo en El Alto participó en el proyecto. A través de la cultura como herramienta para la lucha política, en el centro se denunciaba la distribución desigual de la riqueza, la inequidad y la discriminación. 

En 1998 inició sus estudios en Educación Alternativa y trabajó con niños que vivían en la calle. Fue una experiencia que le impactó especialmente, sobre ello cuenta:  
Todos esos procesos hicieron que se me caiga la venda de los ojos. Mi proyecto de vida cambió. Empecé a mirar lo que había alrededor. Se te hacen tan normales los problemas que ves día a día, en los que no profundizas y por eso  la situación te parece normal.
Fue en la movida cultural de la "wayna” cuando en 2004 conoció a Abraham Bojórquez, de Ukamau y Ké, pionero del hip hop andino en aymara, quien sería su pareja sentimental durante cinco años hasta su muerte.

### Trayectoria artística
En 2007 inició su trayectoria como rapera. Escribió su primera canción sobre la problemática del agua en el marco del festival Octubre Azul organizado por la Fundación Solón, compuesta inicialmente para Bojórquez pero finalmente a causa de otro compromiso de éste, fue ella quien la interpretó.
 

Al respecto comenta:
Cuando subí al escenario en El Prado me di cuenta que se abrió un nuevo espacio y que la gente me atendía y me escuchaba... así empezó todo y me di cuenta que eso era lo mío.
En mayo de 2009 Bojórquez murió atropellado por un coche en El Alto -tenía 26 años-. Nina Uma ha explicado en entrevistas la dificultad de los momentos que atravesó para superar la muerte de quien fue además de su pareja una persona por la que sentía especial admiración artística.
La tierra, el agua, las cosmovisiones indígenas andinas, la crítica al consumismo, los derechos de las mujeres, la situación de la clase trabajadora y la población desfavorecida forman parte de la temática habitual de sus letras, críticas con la sociedad que prima el interés económico por encima de cualquier otra visión. También apuesta por la recuperación de las lenguas indígenas. Sus beats usan instrumentos andinos; sus bases oscilan entre ritmos del funk, del pujllay, morenadas o el de un tinku. 
En 2014 grabó su primer disco, Ch’ama Ch’ama. “El programa de radio que hago me ha permitido contactarme con algunos compañeros, y nos hemos presentado, nosotros vamos a llegar con toda la energía de nuestros andes; vamos a plasmar a través de la música, con el apoyo de la modernidad, la recuperación de nuestras lenguas”, dice Nina Uma.
En 2015 diseñó e impulsó el proyecto “Aylli” cantos de mujeres, apoyado por la embajada Suiza con el fondo de excelencia artística. El disco reúne cuatro trabajos musicales de mujeres en diferentes géneros: Comunidad Sagrada Coca (música autóctona), Marisol Díaz (música tradicional de los valles), Sibah (rock y Blues) y Nina Uma (Hip hop) para que dialoguen musicalmente y puedan incluir en sus composiciones las otras propuestas. “Aylli”, el nombre del disco, es una palabra quechua que antiguamente se solía usar para identificar los cantos de triunfo que las mujeres realizaban después de enfrentamientos guerreros entre comunidades. El proyecto intenta resignificar esos cantos de triunfo de las mujeres pero desde la vida de las mujeres en los contextos urbanos. Nina Uma además de impulsar este trabajo participa con tres canciones Voces, en el que abordó la temática de la violencia contra la mujer, Mujeres y Ciudad, y Bum casa.
En septiembre de 2016 representó a Bolivia en el Festival Internacional de Músicas Indígenas Contemporáneas “Estruendo Multilingüe” en México.
En marzo de 2017 participó en la 9.ª edición del Festival Nosotras estamos en la calle, en Lima. También fue invitada por la agrupación contestataria de música hip hop Guerrilla Repúblik Venezuela para formar parte  de la cuarta compilación de su doble disco digital titulado Pamoja (Juntos, en lengua kiswahili). 

### Radio y televisión
Fue conductora del programa "Yapu Hip Hop" de radio Wayna Tambo durante 4 años y formó parte del equipo de conductoras del programa Nuestra Mañana en RTP Bolivia En la actualidad hace comunicación popular y alternativa en radio Wayna Tambo, y conduce el programa independiente de televisión "Por las culturas".

## Documentales
En 2015 se estrenó el documental Boliviana dirigido por el español Mariano Agudo en el que Nina Uma es una de las cuatro mujeres protagonistas.